# Lakmé
Airs
- Air « Blanche Dourga » (Lakmé)
- Duo des fleurs « Viens Mallika... Sous le dôme épais »  (Lakmé-Mallika)
- Air « Prendre le dessin d'un bijou » (Gérald)
- Stances « Lakmé, ton doux regard se voile » (Nilankantha)
- Air « Les fleurs me paraissent plus belles » (Lakmé)
- Air des clochettes « Où va la jeune Hindoue » (Lakmé)

- Air « Tu m'as donné le plus doux rêve »  (Lakmé)

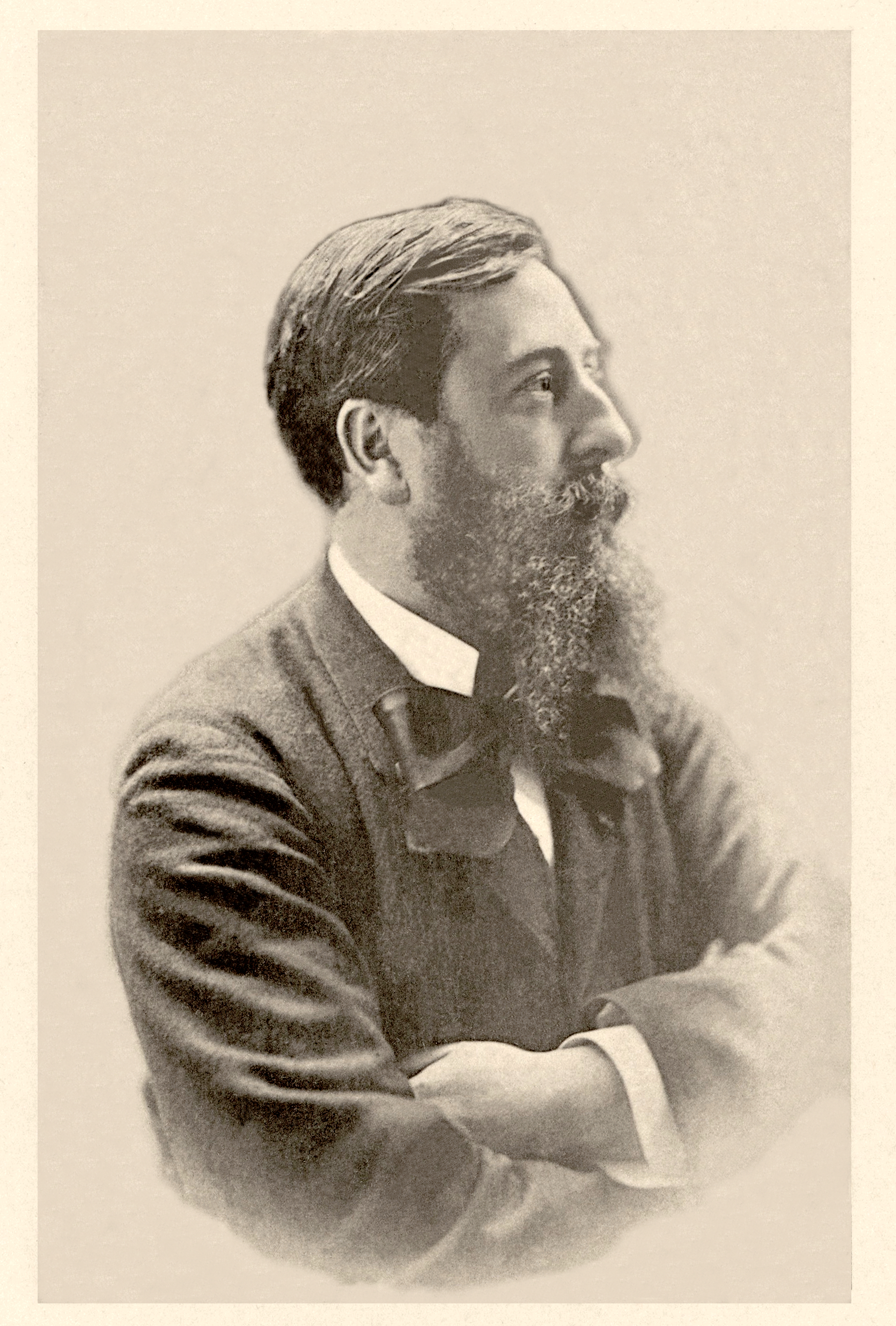
Léo Delibes en 1888.

Lakmé est un opéra en trois actes de Léo Delibes sur un livret en français d'Edmond Gondinet et Philippe Gille d'après le roman de Pierre Loti, Rarahu ou le Mariage de Loti (1880), et inspiré des récits de voyage de Théodore Pavie, créé le 14 avril 1883 à l'Opéra-Comique de Paris.

## Origines et création
Le sujet de l'opéra fut suggéré à Delibes par Gondinet pour la soprano américaine Marie van Zandt que le librettiste avait entendue dans Mignon. Le librettiste s'inspira également des récits de voyage de Théodore Pavie. Delibes écrivit la partition entre 1881 et 1882. Comme nombre d'opéras français de l'époque (Les Pêcheurs de perles de Georges Bizet ou Le Roi de Lahore de Jules Massenet, notamment), Lakmé traduit l'orientalisme en vogue à la fin du XIXe siècle. D'ailleurs, le duetto du premier acte de Lakmé, communément appelé « duo des fleurs », peut se comparer au duo Sita-Khaled du deuxième acte du Roi de Lahore.
L'opéra fut créé le 14 avril 1883 à l'Opéra-Comique de Paris, avec la distribution suivante :
| Rôle        | Chanteur               |
| ----------- | ---------------------- |
| Gérald      | Jean-Alexandre Talazac |
| Frédéric    | Barré                  |
| Nilakantha  | Arthur Cobalet         |
| Hadji       | Chennevière            |
| Lakmé       | Marie van Zandt        |
| Mallika     | Frandin                |
| Ellen       | Rémy                   |
| Rose        | Molé-Truffier          |
| Miss Benson | Pierron                |
Une série de représentations fut donnée en 1908 au Théâtre de la Gaîté-Lyrique avec Alice Verlet, David Devries et Félix Vieuille. L'opéra atteignit sa 500e représentation le 23 juin 1909 et 1000e le 13 mai 1931. La 1500e devait être chantée par Mado Robin en 1960 mais, emportée par un cancer généralisé, elle laissa la place à Mady Mesplé.

## Personnages
- Gérald, officier britannique (ténor)
- Frederick, officier britannique (baryton)
- Nilakantha, prêtre brahmane (baryton ou basse chantante)
- Lakmé, fille de Nilakantha (soprano)
- Mallika, servante de Lakmé (mezzo-soprano ou contralto)
- Hadji, servant hindou (ténor)
- Ellen, fille du gouverneur (mezzo-soprano)
- Rose, amie d'Ellen (soprano)
- Mistress Benson, gouvernante d'Ellen (mezzo-soprano)

## Argument
L'histoire se déroule à la fin du XIXe siècle sous la domination britannique en Inde. Beaucoup d'hindous ont été contraints par les Britanniques à pratiquer leur religion en secret.

### Acte I
Un temple hindou dans la forêt, au lever du soleil.
Lakmé, fille de Nilakantha, un brahmane, chante une prière à la blanche Dourga accompagnée par une harpe et par les voix des Hindous dans le temple (« Blanche Dourga »).
Lakmé et Mallika s'apprêtent à aller cueillir des fleurs dans la forêt pour en orner le temple (Duo des fleurs : « Viens Mallika... Sous le dome épais »).
En l'absence de Lakmé et de Mallika, deux officiers britanniques, Gérald et Frederic, accompagnés par les filles du vice-roi, Ellen et Rose, et leur gouvernante Mrs Bentson, pénètrent dans l'enceinte sacrée. Plus sensible à la beauté du lieu que ses compagnons, Gérald s'attarde pour prendre le dessin d'un bracelet oublié sur l'autel et, seul, se plaît à imaginer celle qui devrait le porter (« Prendre le dessin d'un bijou… Fantaisie aux divins mensonges »).
Lakmé revient et Gérald se cache dans les buissons environnant le temple. Dans un air triste et doux, Lakmé exprime les aspirations confuses de son cœur naïf et pur (« Pourquoi dans les grands bois »).
Gérald se montre conquis par la beauté de la jeune Hindoue. Effrayée, Lakmé le supplie de fuir, mais ne peut s'empêcher bientôt d'éprouver pour lui un sentiment passionné (« D'où viens-tu ?... C'est le Dieu »). Le duo se termine par un hymne au dieu de la jeunesse et de l'amour.

### Acte II
La place du marché dans un village.

L’acte s’ouvre avec une scène animée de chœur très rythmé sur le marché avec ses vendeurs ambulants.

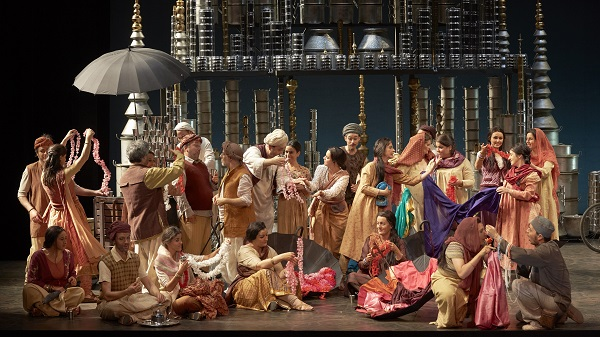
Acte II, à l'Opéra Comique en 2014.

Nilakantha a compris, aux réticences de Lakmé, que le temple a été souillé par un de ces étrangers qu'il hait. Afin de retrouver celui qu'il a voué à sa vengeance, il parcourt le village voisin du temple, déguisé en mendiant et suivi de sa fille, grâce à laquelle, pense-t-il, l'intrus se démasquera. Mais il a remarqué la tristesse de Lakmé et il en souffre (« Lakmé, ton doux regard se voile »).
Possédant l'attention de la foule, Nilakantha force Lakmé à chanter la légende de la fille du paria qui sauva la vie de Vishnou, en faisant tinter les clochettes de son bracelet pour le prévenir de la présence de bêtes féroces (Air des clochettes : « Par les dieux inspirée... Où va la jeune Hindoue »).
Gérald, reconnaissant Lakmé, se trahit. Nilakantha le poignarde et s'enfuit, le croyant mort. Mais Gérald vit encore et Lakmé décide de le faire transporter dans une cabane au milieu de la forêt, où elle pourra prendre soin de celui qu'elle aime (« Dans la forêt, près de nous »).

### Acte III
Une cabane dans la forêt.
Gérald, convalescent, évoque la façon dont Lakmé lui sauva la vie, puis il lui chante son amour (« Je me souviens... Ah! viens dans la forêt profonde »).
Comprenant que Gérald, désormais rétabli, regagnera bientôt les siens, Lakmé s'empoisonne, après avoir fait boire au jeune homme une eau magique qui assure un amour éternel. Nilakantha paraît alors, et Lakmé, mourante, lui annonce que Gérald a bu, comme elle, l'eau magique qui en fait un protégé des dieux. Nilakantha épargne Gérald, dans les bras duquel meurt la douce Lakmé (Finale « Tu m'as donné le plus doux rêve »).

## Numéros musicaux
- Prélude

### Acte I
- No 1 Introduction « À l'heure accoutumée » (Nilakantha)
- Prière « Blanche Dourga » (Lakmé, Nilakantha)
- No 1 bis - Scène « Lakmé, c'est toi qui nous protèges ! » (Nilakantha, Lakmé)
- No 2 - Duetto « Sous le dôme épais » (Lakmé, Mallika)
- Scène « Miss Rose, Miss Ellen » (Gérald)
- No 3 - Quintette et couplets « Quand une femme est si jolie » (Gérald)
- Récitatif « Nous commettons un sacrilège » (Gérald)
- No 4 - Air « Prendre le dessin d'un bijou » (Gérald)
- No 4 bis - Scène « Non ! Je ne veux pas toucher » (Gérald, Lakmé)
- No 5 - Récitatif et strophes « Les fleurs me paraissent plus belles » (Lakmé)
- No 5 bis - Récitatif « Ah ! Mallika ! Mallika ! » (Lakmé)
- No 6 - Duo « D'où viens-tu ? Que veux-tu ? » (Lakmé, Gérald)
- No 6 bis - Scène « Viens ! Là ! Là ! » (Nilakantha, Lakmé)

### Acte II
- Entr'acte
- No 7 - Chœur et scène du marché « Allons, avant que midi sonne »
- No 7 bis - Récitatif « Enfin ! Nous aurons du silence ! »
- No 8 - Airs de danse
  - Introduction
  - Terana
  - Rektah
  - Persian
  - Coda avec chœurs
  - Sortie
- Récitatif Voyez donc ce vieillard
- No 9 - Scène et stances « Ah ! Ce vieillard encore !... Lakmé, ton doux regard se voile » (Nilakantha, Lakmé)
- No 9 bis - Récitatif « Ah ! C'est de ta douleur » (Lakmé, Nilakantha)
- No 10 - Scène et légende de la fille du Paria (Air des clochettes) « Par les dieux inspirée... Où va la jeune Hindoue » (Lakmé, Nilakantha)
- No 11 - Scène « La rage me dévore » (Nilakantha, Lakmé)
- No 12 - Scène et chœur « Au milieu des chants d'allégresse » (Nilakantha, Lakmé)
- No 12 bis - Récitatif « Le maître ne pense qu'à sa vengeance »
- No 13 - Duo « Lakmé ! Lakmé ! C'est toi ! » (Lakmé, Gérald) Une partie de la musique de ce duo provient du ballet de Delibes "Coppélia"
- No 14 - Finale « Ô Dourga, toi qui renais » (Gérald)

### Acte III
- Entr'acte
- No 15 - Berceuse « Sous le ciel tout étoilé » (Lakmé)
- No 15 bis - Récitatif « Quel vague souvenir alourdit ma pensée ? » (Gérald, Lakmé)
- No 16 - Cantilène « Lakmé ! Lakmé ! Ah ! Viens dans la forêt profonde » (Gérald)
- No 17 - Scène et chœur « Là, je pourrai t'entendre » (Lakmé, Gérald)
- No 18 - Scène « Vivant ! » (Gérald)
- No 19 - Duo « Ils allaient deux à deux » (Lakmé, Gérald)
- No 20 - Finale « C'est lui ! C'est lui ! » (Nilakantha, Lakmé, Gérald)

## Interprètes de Lakmé à l'Opéra-Comique

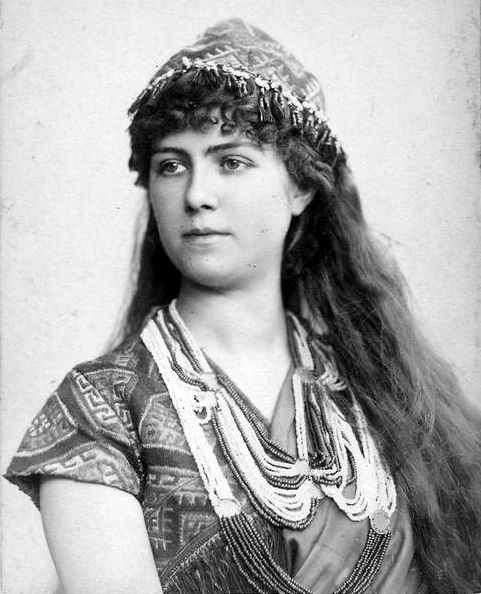
Marie van Zandt.

- 14 avril 1883 : Marie van Zandt (première)
- 13 mai 1931 : Leïla Ben Sedira (1 000e)
- 1944 : Renée Doria
- 1946 : Lily Pons
- 1949 : Pierrette Alarie
- 1956 : Mado Robin
- 29 décembre 1960 : Mady Mesplé (1 500e)
- 1995 : Natalie Dessay et Élizabeth Vidal
- 2014 : Sabine Devieilhe
- 2022 : Sabine Devieilhe

## Genre et analyse
Ne reflétant pas exactement les caractéristiques typiques de l'opéra de l'époque, Lakmé introduit le genre de la comédie lyrique. Cette nouvelle catégorie d'œuvre expose la tendance de plusieurs compositeurs qui tentent de s'émanciper des cadres traditionnels et rigides de l'opéra et de l'opéra-comique.
La forme conventionnelle et le style agréable reflétant la mode de l'exotisme, l'orchestration délicate et la richesse mélodique valent à Delibes son succès auprès du public. Les passages passionnés de l'opéra sont rendus par une musique chaude et expressive ; la partition en général est marquée par de subtiles couleurs harmoniques et une orchestration habile. La couleur orientale est utilisée dans les prières, les incantations, les danses et la scène du  marché.

### Duo des fleurs
Le Duo des fleurs de l'acte I est fréquemment utilisé au cinéma et à la télévision. Il sert de base à l'une des séquences du film musical d'animation L'Opéra imaginaire. Il a également été utilisé pour la publicité de la compagnie aérienne British Airways.

### Air des clochettes
L'Air des clochettes (« Où va la jeune Hindoue ») est un air d'opéra pour soprano. Il est interprété en public pour la première fois par Marie van Zandt le 14 avril 1883 à l'Opéra-Comique de Paris.
Cet air est chanté dans le deuxième acte de l'opéra. Nilankatha, le père de Lakmé, a appris qu'elle est amoureuse de Gerald, un officier britannique. Déguisé en mendiant, il demande à sa fille de chanter la « légende de la fille du paria » afin d'attirer et de reconnaître Gerald parmi la foule.
L'Air des clochettes est réputé pour sa difficulté technique avec ses contre-mi (mi5), et figure au répertoire d'un grand nombre de sopranos coloratura, notamment Luisa Tetrazzini, Amelita Galli-Curci, Lily Pons, Mado Robin, Joan Sutherland, Maria Callas, Mady Mesplé, Natalie Dessay, et Sabine Devieilhe,. Il fut également un des airs préférés de Florence Foster Jenkins, qui l'enregistra.
L'aria de l'acte II « Où va la jeune hindoue ? » (Air des clochettes) a longtemps été l'un des airs de concert favoris des sopranos colorature.
Lors du feu d'artifice pour commémorer les 120 ans de la Tour Eiffel, la voix de Mady Mesplé dans l'Air des clochettes, fut employée pour cette opération offerte par le Ministère de la Culture.

## Discographie sélective
- 1940 : Lily Pons (Lakmé), Armand Tokatyan (Gérald), Ezio Pinza (Nilakantha), Ira Petina (Mallika), Chœurs et orchestre du Metropolitan Opera de New York, Wilfrid Pelletier (direction) - The Golden Age (live)
- 1952 : Mado Robin (Lakmé), Libero de Luca (Gérald), Jacques Jansen (Frederic), Jean Borthayre (Nilakantha), Agnès Disney (Mallika), chœurs et orchestre de l'Opéra-Comique, Georges Sébastian (dir.) - Decca puis Naxos
- 1967 : Joan Sutherland (Lakmé), Alain Vanzo (Gérald), Gabriel Bacquier (Nilakantha), Jane Berbié (Mallika), chœurs et orchestre de l'Opéra de Monte-Carlo, Richard Bonynge (dir.) - Decca
- 1970 : Mady Mesplé (Lakmé), Charles Burles (Gérald), Roger Soyer (Nilakantha), Danielle Millet (Mallika), Chœurs et Orchestre du Théâtre National de l'Opéra-Comique, Alain Lombard (dir.) - EMI
- 1998 : Natalie Dessay (Lakmé), Gregory Kunde (Gérald), José van Dam (Nilakantha), chœur et orchestre du Capitole de Toulouse, Michel Plasson (dir.) - EMI (Victoire de la musique classique 1999)

## Filmographie
- 1983 : Les Prédateurs (The Hunger), film réalisé par Tony Scott. Duo des fleurs sur la scène d'amour entre Susan Sarandon et Catherine Deneuve.
- 1993 : L'Opéra imaginaire, série de courts-métrages d'animations de Pascal Roulin sur l'opéra, air Duo des fleurs.
- 1993 : L'Impasse (Carlito's Way), film réalisé par Brian De Palma. Carlito Brigante, le personnage incarné par Al Pacino, contemple son ancienne amante durant son cours de danse sur cet air d'opéra.
- 1993 : True Romance, thriller romantique réalisé par Tony Scott. La musique de fond est utilisée sur la tirade du personnage Clifford Worley interprété par Denis Hopper sur les siciliens et les maures.